# بخش ایگل (شهرستان وینتون، اوهایو)
بخش ایگل (به انگلیسی: Eagle Township) یک منطقهٔ مسکونی در ایالات متحده آمریکا است که در شهرستان وینتون، اوهایو واقع شده‌است.
 بخش ایگل ۸۴٫۶ کیلومتر مربع مساحت و ۷۰۴ نفر جمعیت دارد و ۲۴۴ متر بالاتر از سطح دریا واقع شده‌است.